# Monchy-Lagache
Monchy-Lagache (picardisch: Monchy-L’Agache) ist eine französische Gemeinde mit 574 Einwohnern (Stand 1. Januar 2022) im Département Somme in der Region Hauts-de-France im Norden von Frankreich. Die Gemeinde gehört zum Kanton Ham und ist Teil des Gemeindeverbandes Est de la Somme.

## Geographie
Die Gemeinde liegt zu beiden Seiten des Flusses Omignon, das Ortszentrum von Monchy am linken (südlichen) Ufer. Am Nordufer liegen die Gemeindeteile (Weiler) Montécourt, Méreaucourt sowie La Cabourerie. Im Süden gehören die Weiler Flez und Douvieux zu Monchy. Die Autoroute A29 verläuft durch den Südteil des Gemeindegebiets. Im Norden liegt der Flugplatz Péronne-Saint Quentin teilweise auf dem Gebiet der Gemeinde.

## Etymologie
Der Namenszusatz Lagache wird von dem Begriff Gachar mit der Bedeutung „Guet“ (Nachtwache) abgeleitet.

## Geschichte
Im Bereich der Gemeinde wurden fünf gallo-römische Villen lokalisiert.
Monchy-Lagache wurde mit dem Croix de guerre 1914–1918 ausgezeichnet.

## Sehenswürdigkeiten
- Die Kirche Saint-Pierre (seit 1998 in die Liste der Monuments historiques eingetragen).

## Bevölkerungsentwicklung
| 1962 | 1968 | 1975 | 1982 | 1990 | 1999 | 2006 |
| ---- | ---- | ---- | ---- | ---- | ---- | ---- |
| 635  | 651  | 752  | 810  | 785  | 740  | 756  |

## Verwaltung
Bürgermeister (Maire) ist seit 2008 Marc Rigaux.